# Мелнишки хамам
Мелнишкият хамам, още Турската баня или Старата баня, е турска обществена баня, построена в XIX век в град Мелник, област Благоевград, България.

## Местоположение
Хамамът е разположен източно от центъра на Мелник. 

## История
Хамамът е изграден през втората половина на XIX век върху основите на по-стара баня. Мраморният под на банята е изкуствено повдигнат на каменни стълбчета, а в стената са вградени специални тръби за отопляване и за отвеждане на пушека от огнището. Така банята е работила на принципа на скачените съдове. Банята е съхранена с два обема – студено и топло помещение. Входът води към студеното. Имала е и дървена съблекалня, която обаче изгаря през 1913 година.
- Входът към студеното помещение
- Студеното помещение
- Камината в топлото помещение
- Корито в топлото помещение
- Корито в топлото помещение
- Топлото помещение